# Unități de organizare militară
Organizarea militară  este structurarea forțelor armate ale unui  stat, astfel încât să se ofere capabilitatea militară cerută de politica de apărare națională. În unele țări forțele paramilitare sunt incluse în forțele armate ale națiunii, deși nu sunt considerate militare. Forțele armate, care nu fac parte din organizații militare sau paramilitare, cum ar fi forțele insurgente, imită de multe ori organizațiile militare, sau  folosesc ad-hoc structuri ca ale acestora.
Organizarea militară este ierarhică. Utilizarea de ranguri (grade) militare formalizate, într-o structură ierarhică a intrat pe scară largă în uz odată  cu Armata romană. În timpurile moderne, controlul executiv, conducerea și administrarea organizării militare este de obicei efectuată de către guvern printr-un  departament guvernamental în cadrul structurii administrației publice, de multe ori cunoscut ca Ministerul Apărării, Departamentul Apărării sau Departamentul de Război. Acestea gestionează Serviciile armate, care la rândul  lor comandă  acțiunile de luptă, de sprijin de luptă, formațiunile de servicii de sprijin și unitățile militare.

## Comandă executivă, management și administrare
Controlul executiv, de obicei civil sau parțial civil, asupra organizației militare naționale se exercită în democrații de către un lider politic ales în calitate de membru al guvernului, cunoscut în mod obișnuit ca ministru al apărării. (În sistemele prezidențiale, cum ar fi Statele Unite ale Americii, președintele este comandant-șef, iar ministrul apărării la nivel de guvern este al doilea la comandă.) Subordonați aceastei poziții sunt adesea secretarii pentru diviziuni operaționale specifice majore ale forțelor armate în ansamblu.